# Награды Мурманской области
Награды Мурманской области — награды субъекта Российской Федерации учреждённые Правительством Мурманской области, согласно Закону Мурманской области от 20 декабря 2001 года № 318-01-ЗМО «О наградах и премиях Мурманской области».
Награды предназначены для поощрения работников учреждений, организаций и предприятий Мурманской области, военнослужащих, сотрудников силовых ведомств, а также иных граждан Российской Федерации и граждан иностранных государств, за заслуги перед Мурманской областью.

## Перечень наград

### Высшие награды
| Изображение награды | Наименование награды                                                                                        | Дата учреждения      | Правила награждения | Источник |
| ------------------- | --- | -------------------- | --- | --- |
|                     | Звание «Почётный гражданин Мурманской области» --- (Нагрудный знак «Почётный гражданин Мурманской области») | 20 декабря 2001 года | Звание «Почётный гражданин Мурманской области» присваивается гражданам, получившим широкую известность и признательность населения Мурманской области, внёсшим своим долголетним и добросовестным трудом большой личный вклад в экономическое, социальное и культурное развитие Мурманской области, заслуги которых отмечены государственными наградами Российской Федерации и (или) СССР либо знаком отличия «За заслуги перед Мурманской областью». Лицам, удостоенным звания, вместе с нагрудным знаком вручается удостоверение установленного образца и разовое денежное вознаграждение. На здании, в котором проживает или проживал Почетный гражданин Мурманской области, устанавливается мемориальная доска размером 400×300 мм с текстом: «Здесь проживает (проживал) Почетный гражданин Мурманской области (фамилия, имя, отчество)». | Закон Мурманской области от 20 декабря 2001 года № 318-01-ЗМО «О наградах и премиях Мурманской области» ––– |

### Знаки отличия
| Изображение награды | Наименование награды                                                                            | Дата учреждения      | Правила награждения | Источник |
| ------------------- | ----------------------------------------------------------------------------------------------- | -------------------- | --- | --- |
|                     | Знак отличия «За заслуги перед Мурманской областью»                                             | 20 декабря 2001 года | Знаком отличия «За заслуги перед Мурманской областью» награждаются граждане, добившиеся наивысших достижений в деле обеспечения благополучия и развития Мурманской области, повышения благосостояния её населения, развития науки, техники, культуры и искусства, воспитания и образования, охраны здоровья населения, укрепления законности и правопорядка, иной деятельности, способствующей повышению авторитета Мурманской области в Российской Федерации и за рубежом. Лицам, удостоенным знака отличия, вместе с нагрудным знаком вручается удостоверение установленного образца и разовое денежное вознаграждение. | Закон Мурманской области от 20 декабря 2001 года № 318-01-ЗМО «О наградах и премиях Мурманской области»                                                                                |
|                     | Знак отличия «За заслуги в развитии физической культуры и спорта в Мурманской области»          | 28 января 2008 года  | Знаком отличия награждаются работники сферы физической культуры, спортсмены, а также лица, внесшие значительный вклад в развитие физической культуры и спорта, как правило, имеющие стаж работы в области физической культуры и спорта не менее 10 лет: - за многолетнюю и плодотворную работу по развитию физической культуры и спорта в Мурманской области; - за успехи в практической подготовке спортсменов, спортивно-медицинских, научно-спортивных и управленческих кадров в области физической культуры и спорта; - за успехи в разработке и подготовке учебно-методической литературы, пособий для развития детско-юношеского спорта, спорта высших достижений, спорта для лиц с ограниченными физическими возможностями, прикладных и других видов спорта; - за развитие и укрепление спортивной материальной базы. К награждению Знаком отличия представляются только те лица, которые ранее имели награды муниципального, областного или всероссийского органа управления в сфере физической культуры и спорта. | Постановление Губернатора Мурманской области "Об учреждении знака отличия Губернатора Мурманской области «За заслуги в развитии физической культуры и спорта в Мурманской области» ––– |
|                     | Звание «Ветеран труда Мурманской области» --- (Знак отличия «Ветеран труда Мурманской области») | 25 декабря 2007 года | Звание «Ветеран труда Мурманской области» присваивается гражданам Российской Федерации, проживающим на территории Мурманской области на 1 января 2008 года: - лицам, имеющим общий стаж работы и (или) службы на территории Мурманской области не менее 40 лет для мужчин и 35 лет для женщин; - лицам, относящимся к коренным малочисленным народам Севера Российской Федерации — саамам, проработавшим в качестве оленеводов, ветеринаров оленеводства, зоотехников оленеводства, рабочих оленеводства, рыбаков, охотников-промысловиков не менее 25 лет для мужчин и 20 лет для женщин. - женщинам, награждённым почетным знаком Мурманской области «Материнская слава», имеющим общий стаж работы и (или) службы на территории Мурманской области не менее 20 лет. Лицам, удостоеным звания «Ветеран труда Мурманской области» вручается знак отличия «Ветеран труда Мурманской области» и удостоверение ветерана труда.                                                                                                | О звании «Ветеран труда Мурманской области» - Постановление правительства Мурманской области от 25 декабря 2007 года № 632-ПП "О ветеранах труда Мурманской области                    |

### Почётные знаки
| Изображение награды | Наименование награды                                                                 | Дата учреждения      | Правила награждения | Источник |
| ------------------- | ------------------------------------------------------------------------------------ | -------------------- | --- | --- |
|                     | Почётный знак «Материнская слава»                                                    | 14 апреля 2009 года  | Почётным знаком Мурманской области «Материнская слава» награждаются матери, которые воспитывают или воспитали четверых и более детей. Кроме того, во внимание принимаются достойное воспитание детей, ответственное выполнение родительского долга, надлежащий уровень заботы о здоровье, образовании, физическом, духовном и нравственном развитии детей. Лицам, удостоенным Почётного знака, вместе с нагрудным знаком вручается удостоверение установленного образца и разовое денежное вознаграждение. | Постановление Губернатора Мурманской области от 14 апреля 2009 года № 61-ПГ «О Почётном знаке Мурманской области "Материнская слава"»                                                                               |
|                     | Почётный знак «За доблестную службу в Заполярье»                                     | 6 февраля 1998 года  | Почётный знак «За доблестную службу в Заполярье» является наградой Губернатора Мурманской области за особые заслуги в укреплении оборонной мощи Российского государства, отличия, проявленные в период прохождения службы на территории Мурманской области. Почётным знаком награждаются: военнослужащие, проходящие службу на территории Мурманской области в войсках МО, МВД, пограничных войсках ФПС, ФСБ РФ, ГО и ЧС РФ, сотрудники налоговой полиции РФ, таможенных органов РФ, а также ветераны военной службы, МВД, пограничных войск ФПС, ФСБ РФ, ГО и ЧС РФ, налоговой полиции, таможенных органов РФ, проживающие на территории Мурманской области. | Постановление Губернатора Мурманской области от 6 февраля 1998 года № 45 «Об учреждении Почётного знака Губернатора Мурманской области "За доблестную службу в Заполярье"» –––                                      |
|                     | Почётный знак «За гражданскую доблесть»                                              | 2 сентября 2016 года | Почётным знаком «За гражданскую доблесть» награждаются лица, внёсшие своей активной общественной или трудовой деятельностью большой личный вклад: - в защиту прав и свобод человека и гражданина; - в охрану общественного порядка; - в патриотическое воспитание граждан; - в увековечение памяти защитников Отечества; - в поддержку инвалидов, ветеранов и детей Великой Отечественной войны, участников локальных военных конфликтов, а также имеющие поощрения или награды Губернатора Мурманской области, общественных организаций или органов государственной власти Мурманской области за указанную деятельность. Почётным знаком также награждаются граждане за участие в борьбе со стихийными бедствиями, спасение жизни людей и другие личные заслуги, имеющие особую значимость. | Постановление Губернатора Мурманской области от 2 сентября 2016 года № 115-ПГ «Об утверждении положения о Почётном знаке Мурманской области "За гражданскую доблесть"» –––                                          |
|                     | Почётный знак «Почётный работник жилищно-коммунального хозяйства Мурманской области» | 17 августа 2005 года | Почётный знак «Почётный работник жилищно-коммунального хозяйства Мурманской области» является наградой Губернатора Мурманской области за особые заслуги в сфере жилищно-коммунального хозяйства. Почётным знаком награждаются работники организаций жилищно-коммунального хозяйства области, а также другие лица, внесшие значительный вклад в развитие отрасли: - за внедрение современной техники и новейших технологий, форм и методов организации труда, повышающих качество жилищно-коммунальных услуг и снижающих их себестоимость; - за стабильное обеспечение населения коммунальными услугами высокого качества; - за высокий профессионализм и самоотверженность, проявленные при действии в чрезвычайных ситуациях на объектах жилищно-коммунального хозяйства.                   | Постановление Губернатора Мурманской области от 17 августа 2005 года № 123-ПГ «Об учреждении Почётного знака Губернатора Мурманской области "Почётный работник жилищно-коммунального хозяйства Мурманской области"» |

### Особые знаки
| Изображение награды | Наименование награды                                    | Дата учреждения      | Правила награждения | Источник |
| ------------------- | ------------------------------------------------------- | -------------------- | --- | --- |
|                     | Особый знак «За заслуги в добровольческой деятельности» | 11 августа 2021 года | Особым знаком Мурманской области «За заслуги в добровольческой деятельности» награждаются граждане, осуществляющие добровольческую (волонтерскую) деятельность на территории Мурманской области, за большой личный вклад в развитие и популяризацию добровольческого (волонтерского) движения в Мурманской области. Особым знаком награждаются граждане, вклад которых в развитие добровольческой (волонтерской) деятельности в Мурманской области отмечен наградами (поощрениями) Губернатора Мурманской области или Мурманской областной Думы, а также имеющие награды и поощрения иных организаций и объединений. Особый знак вручается Губернатором на торжественных мероприятиях либо по поручению Губернатора его заместителями или главами (главами администраций) муниципальных образований области. Лицам, награждённым особым знаком, вместе с нагрудным знаком вручается удостоверение установленного образца и разовое денежное вознаграждение в размере 15000 рублей. | Постановление Губернатора Мурманской области от 11 августа 2021 года № 107-ПГ «Об особом знаке Мурманской области "За заслуги в добровольческой деятельности"» ––– |
|                     | Особый знак «За заслуги в поисковом движении»           | 11 августа 2021 года | Особым знаком Мурманской области «За заслуги в поисковом движении» награждаются граждане — участники общественно-государственных объединений, общественных объединений, уполномоченных в соответствии с законодательством на проведение поисковой работы, связанной с увековечением памяти защитников Отечества, за особые заслуги в проведении поисковой работы, направленной на выявление неизвестных воинских захоронений и непогребённых останков, установление имён погибших и пропавших без вести при защите Советского Заполярья в период Великой Отечественной войны 1941—1945 годов, а также иные граждане, имеющие заслуги в содействии указанной поисковой работе. Особым знаком могут награждаться общественно-государственные объединения, общественные объединения и организации, внёсшие значительный вклад в проведение (содействие проведению) поисковой работы, направленной на выявление неизвестных воинских захоронений и непогребённых останков, установление имён погибших и пропавших без вести при защите Советского Заполярья в период Великой Отечественной войны 1941—1945 годов. Особым знаком награждаются граждане, вклад которых в развитие поискового движения в Мурманской области отмечен наградами (поощрениями) Губернатора Мурманской области или Мурманской областной Думы, а также имеющие награды и поощрения иных организаций и объединений. Лицам, награждённым особым знаком, вместе с нагрудным знаком вручается удостоверение установленного образца и разовое денежное вознаграждение в размере 15000 рублей. | Постановление Губернатора Мурманской области от 11 августа 2021 года № 108-ПГ «Об особом знаке Мурманской области "За заслуги в поисковом движении"» –––           |

### Почётные звания
| Изображение награды | Наименование награды                                                                              | Дата учреждения     | Правила награждения | Источник |
| ------------------- | ------------------------------------------------------------------------------------------------- | ------------------- | --- | --- |
|                     | Почётные звания Мурманской области по профессиям −−− (Знак к Почётному званию Мурманской области) | 20 ноября 2013 года | Почётные звания Мурманской области по профессиям учреждены для поощрения граждан за заслуги и большой личный вклад в социально-экономическое и культурное развитие Мурманской области, высокое профессиональное мастерство и добросовестный труд, способствующие развитию Мурманской области. Почётные звания присваиваются лицам, внёсшим значительный вклад в сфере своей профессиональной деятельности. В настоящее время учреждены пять званий: - Почётный работник культуры Мурманской области; - Почётный работник образования Мурманской области; - Почётный работник здравоохранения Мурманской области; - Почётный работник физической культуры и спорта Мурманской области; - Почётный работник социальной защиты населения Мурманской области. Удостоенным почётных званий вручается соответствующий нагрудный знак, удостоверение к нему, выплачивается разовое денежное вознаграждение. | Закон Мурманской области от 20 декабря 2001 года № 318-01-ЗМО «О наградах и премиях Мурманской области» (с испр. от 20.11.2013) |

### Грамоты и Благодарности
| Изображение награды | Наименование награды                            | Дата учреждения       | Правила награждения | Источник |
| ------------------- | ----------------------------------------------- | --------------------- | --- | --- |
|                     | Почётная грамота Мурманской области             | 20 декабря 2001 года  | Почётной грамотой Мурманской области награждаются граждане за достижения в различных областях производственной, социальной, культурной, государственной и общественной деятельности. Лицам, награждённым Почётной грамотой Мурманской области, вручается Почётная грамота Мурманской области установленного образца и разовое денежное вознаграждение за счёт средств предприятия, организации, учреждения либо государственного органа и органа местного самоуправления, возбудивших ходатайство о награждении. | Закон Мурманской области от 20 декабря 2001 года № 318-01-ЗМО «О наградах и премиях Мурманской области»                                            |
|                     | Почётная грамота Губернатора Мурманской области | 26 сентября 2012 года | Почётная грамота Губернатора Мурманской области является одной из форм поощрения граждан Российской Федерации и других государств, трудовых коллективов и организаций за: - многолетний добросовестный труд; - профессиональное мастерство; - существенный вклад в социально-экономическое развитие Мурманской области; - осуществление мер по обеспечению законности, прав и свобод граждан; - укрепление межнационального мира и согласия; - активное участие в проведении особо значимых мероприятий и иную деятельность, способствующую всестороннему развитию Мурманской области как субъекта Российской Федерации, повышению её авторитета в Российской Федерации и за рубежом; - безупречную и эффективную государственную гражданскую и муниципальную службу.                                                                                   | Постановление Губернатора Мурманской области от 26 сентября 2012 года № 162-ПГ «О Почётной грамоте и Благодарности Губернатора Мурманской области» |
|                     | Благодарность Губернатора Мурманской области    | 26 сентября 2012 года | Благодарность Губернатора Мурманской области является формой поощрения за: - высокие достижения в решении задач социально-экономического развития области; - достигнутые успехи в государственном и муниципальном управлении; - профессиональное мастерство и осуществление мер по обеспечению законности, прав и свобод граждан; - большой вклад в укрепление обороноспособности страны, государственной безопасности, благотворительной и иной общественно полезной деятельности, направленной на достижение экономического, социального и культурного благополучия Мурманской области; - иную деятельность, способствующую всестороннему развитию Мурманской области как субъекта Российской Федерации, повышению её авторитета в Российской Федерации и за рубежом; - безупречную и эффективную государственную гражданскую и муниципальную службу. | Постановление Губернатора Мурманской области от 26 сентября 2012 года № 162-ПГ «О Почётной грамоте и Благодарности Губернатора Мурманской области» |

### Памятные и юбилейные награды
| Изображение награды | Наименование награды | Дата учреждения      | Правила награждения | Источник |
|                     | Памятная настольная медаль «75 лет Мурманской области»                                                                                                   | 2013 год             | Памятная настольная медаль «75 лет Мурманской области» относится к наиболее солидным, презентационным сувенирам. Рельефные изображения на медали покрыты гальваническим золотом, лента и щит герба Мурманской области покрыты белой эмалью. Литая эмалированная настольная медаль вручалась губернатором Мурманской области в торжественной обстановке на мероприятиях приуроченных к празднованию 75-летия образования Мурманской области. | Положение о памятной настольной медали «75 лет Мурманской области» ---                                                                                               |
|                     | Юбилейная медаль «100 лет пожарной охране Мурмана» | 19 апреля 2019 года  | Юбилейная медаль «100 лет пожарной охране Мурмана» является наградой Губернатора Мурманской области, учреждённой в честь празднования в 2019 году памятной даты — 100-летия со дня образования пожарной охраны на Мурмане. Юбилейной медалью награждаются работники учреждений, организаций и предприятий, деятельность которых связана с реализацией государственной политики в области обеспечения пожарной безопасности, за добросовестное исполнение должностных обязанностей и высокие результаты в работе, имеющие стаж работы не менее 10 лет, а также иные лица, внесшие значительный вклад в развитие и совершенствование пожарной безопасности на территории Мурманской области. Решение о награждении юбилейной медалью принимается Губернатором Мурманской области и оформляется распоряжением Губернатора Мурманской области.                              | Постановление Губернатора Мурманской области от 19 апреля 2019 года № 49-ПГ "Об учреждении юбилейной медали «100 лет пожарной охране Мурмана»"                       |
|                     | Памятная медаль «70 лет военному комиссариату Мурманской области»                                                                                        | 2008 год             | Памятной медалью «70 лет военному комиссариату Мурманской области» награждались военнослужащие и работники военных комиссариатов Мурманской области, в том числе находящиеся в запасе (отставке), безупречно прослужившие (проработавшие) 10 лет и более в календарном исчислении в структуре военных комиссариатов Мурманской области. Памятной медалью также награждались и другие лица оказывающие содействие и значительную помощь военным комиссариатам Мурманской области в осуществлении возложенных на них задач. Награждения производились Приказом военного комиссара Мурманской области. | Положение о памятной медали «70 лет военному комиссариату Мурманской области»                                                                                        |
|                     | Памятная медаль «90 лет Мурманской милиции» | 1 апреля 2010 года   | Памятной медалью «90 лет Мурманской милиции» награждались на момент 1 апреля 2010 года: - сотрудники УМВД России по Мурманской области, имеющие выслугу не менее 5 лет в календарном исчислении и безупречно зарекомендовавшие себя на службе; - работники органов внутренних дел, безупречно проработавшие 10 лет и более в календарном исчислении в структуре УМВД России по Мурманской области; - бывшие сотрудники и работники УМВД России по Мурманской области, безупречно прослужившие (проработавшие) 20 лет и более в календарном исчислении в органах внутренних дел Российской Федерации, уволенные в запас (отставку) или на пенсию по возрасту (старости), либо не имеющие указанной выслуги лет, но получающие пенсию по инвалидности. Награждения производились Приказом начальника УМВД России по Мурманской области.                                   | Выступление Губернатора Мурманской области приуроченное к 90-летию Мурманской милиции - Положение о памятной медали «90 лет Мурманской милиции»                      |
|                     | Медаль «100 лет УМВД России по Мурманской области» | 1 апреля 2020 года   | Медалью «100 лет УМВД России по Мурманской области» награждались на момент 1 апреля 2020 года: - сотрудники и работники органов внутренних дел, безупречно прослужившие (проработавшие) 10 лет и более в календарном исчислении в структуре УМВД России по Мурманской области; - бывшие сотрудники и работники УМВД России по Мурманской области, безупречно прослужившие (проработавшие) 20 лет и более в календарном исчислении в органах внутренних дел Российской Федерации, уволенные в запас (отставку) или на пенсию по возрасту (старости), либо не имеющие указанной выслуги лет, но получающие пенсию по инвалидности; - другие лица оказывающие содействие и значительную помощь подразделениям УМВД России по Мурманской области в осуществлении возложенных на них задач. Награждения производились Приказом начальника УМВД России по Мурманской области. | Положение о медали «100 лет УМВД России по Мурманской области» |
|                     | Юбилейная медаль «100 лет Мурманскому морскому торговому порту»                                                                                          | 1 сентября 2015 года | Юбилейной медалью «100 лет Мурманскому морскому торговому порту» награждались на момент 1 сентября 2015 года: - работники Мурманского морского торгового порта (АО «ММТП»), внесшие значительный личный вклад в развитие порта, за внедрение новой техники и технологий, повышение эффективности производства и снижение расходов, а также за многолетнюю добросовестную работу на предприятии; - представители смежных компаний, способствующие расширению и укреплению производственных связей; - государственные служащие и члены общественных организаций, внесшие особый вклад в развитие портового дела на Мурмане. Награждения производились Приказом генерального директора АО «Мурманский морской торговый порт». | Положение о юбилейной медали «100 лет Мурманскому морскому торговому порту»                                                                                          |
|                     | Похвальная грамота Губернатора Мурманской области «В память о славных победах русского оружия над наполеоновской армией в Отечественной войне 1812 года» | Сентябрь 2012 года   | Похвальной грамотой Губернатора Мурманской области «В память о славных победах русского оружия над наполеоновской армией в Отечественной войне 1812 года» награждались граждане за образцовое исполнение служебных обязанностей и верность традициям российского воинства, в ознаменование 200-летней годовщины Победы русского оружия над наполеоновской армией в Отечественной войне 1812 года. | Положение о Похвальной грамоте Губернатора Мурманской области «В память о славных победах русского оружия над наполеоновской армией в Отечественной войне 1812 года» |

## Награды города Мурманска
| Изображение награды | Наименование награды | Дата учреждения                       | Правила награждения | Источник |
|                     | Звание «Почётный гражданин города-героя Мурманска» --- 1. Нагрудный знак «Почётный гражданин города-героя Мурманска» (до 1997 года) --- 2. Знак на ленте «Почётный гражданин города-героя Мурманска» (с 2011 года) --- 3. Нагрудный знак «Почётный гражданин города-героя Мурманска» (с 2011 года) | 28 мая 1997 года --- 30 мая 2011 года | Звание «Почётный гражданин города-героя Мурманска» является высшим знаком признательности жителей города к лицам, внесшим выдающийся вклад в развитие города, присваивается гражданам, проработавшим в городе не менее 25 лет, внесшим большой вклад в развитие города, его народного хозяйства, социально-культурной и духовной сферы, чья государственная, трудовая, политическая, общественная, научная, творческая деятельность получила признание мурманчан. --- | Решение Мурманского городского совета от 28 мая 1997 года № 71 «О Положении о звании "Почётный гражданин города-героя Мурманска"» --- Решение Мурманского Совета Депутатов от 30 Мая 2011 года № 37-478 «О Положении о звании "Почётный гражданин города-героя Мурманска"» |
|                     | Почётный знак «За заслуги перед городом Мурманском» | 25 апреля 2014 года                   | Почётным знаком «За заслуги перед городом Мурманском» награждаются граждане за особые заслуги в социальной сфере и экономике города, за деятельность во благо города Мурманска, получившую широкое признание на государственном и международном уровнях, за особые заслуги в развитии местного самоуправления, за совершение подвига, проявленные мужество и отвагу. Повторное награждение почётным знаком «За заслуги перед городом Мурманском» не производится, за исключением награждения за совершение подвига, проявленные мужество и отвагу. Награждение почётным знаком «За заслуги перед городом Мурманском» может быть произведено посмертно за совершение подвига, проявленные мужество и отвагу. | Решение Совета депутатов города Мурманска от 25 апреля 2014 года № 73-1052 «О положении о знаках отличия граждан в городе Мурманске» --- |
|                     | Почётный знак «За вклад в развитие города Мурманска» | 25 апреля 2014 года                   | Почётным знаком «За вклад в развитие города Мурманска» награждаются граждане, добившиеся наивысших достижений в экономике, производстве, строительстве, науке и технике, воспитании и образовании, здравоохранении, культуре и искусстве, муниципальном управлении, общественной деятельности, иных сферах (областях) деятельности, направленных на развитие города Мурманска, повышение его авторитета в Мурманской области, Российской Федерации и за рубежом, ранее награждённые Почётной грамотой Главы муниципального образования город Мурманск или Почётной грамотой Совета депутатов города Мурманска. Награждение почётным знаком «За вклад в развитие города Мурманска» производится за новые достижения не ранее чем через год после награждения Почётной грамотой Главы муниципального образования город Мурманск или Почётной грамотой Совета депутатов города Мурманска. Повторное награждение почётным знаком «За вклад в развитие города Мурманска» в одной и той же сфере (области) деятельности не производится. Награждение почётным знаком «За вклад в развитие города Мурманска» посмертно не производится. | Решение Совета депутатов города Мурманска от 25 апреля 2014 года № 73-1052 «О положении о знаках отличия граждан в городе Мурманске» --- |
|                     | Медаль «Участник парада Победы» | май 2010 года                         | Медалью награждаются жители города Мурманска и Мурманской области, военнослужащие Мурманского гарнизона, а также в некоторых случаях другие граждане, за активное участие в подготовке, и отличие, проявленное при проведении военного парада в День Победы в городе Мурманске. Награждение медалью производится по решению главы муниципального образования город Мурманск и председателя мурманского городского совета. Вручение медали осуществляется лично главой или уполномоченными лицами в торжественной обстановке. Награждённому вместе с медалью вручается удостоверение, в котором указываются его фамилия, имя и отчество, изображение медали и дата приказа. Медаль носится на левой стороне груди и располагается ниже государственных наград Российской Федерации. | Положение о медали города Мурманска «Участник парада Победы» |